# Robert Albert (Redakteur)
Franz René Robert Albert (* 28. April 1877 in Werl; † 16. September 1933 in Dresden) war ein deutscher Redakteur und kaufmännischer Direktor.

## Leben und Wirken
Er war der Sohn des Brennereibesitzers Robert Albert aus Werl. Nach dem Besuch der Volksschule und von Studentenlehrgängen in Berlin war er von 1911 bis 1914 Hospitant an der Universität Zürich und besuchte dann die Volkshochschule in Berlin. Als Liniierer stieg er in das Berufsleben ein und wurde später Redakteur und freier Schriftsteller in Zwickau, Magdeburg und Breslau. In Breslau war er von 1907 bis 1910 Stadtverordneter für die SPD. Sechs Jahre war er auch in Zürich und Italien tätig. Nach Rückkehr aus dem Ersten Weltkrieg war er vier Jahre Pressechef der sächsischen Staatsregierung in Dresden und im Nebenamt Begründer und Leiter der Dresdner Rednerschule. Er veröffentlichte mehrere politische und sozialdemokratische Broschüren, wurde Personalchef (Direktor) und stellvertretendes Vorstandsmitglied der Sächsische Werke AG, Landesstromversorgung in Dresden. Nach Errichtung des Berglandheimes und späteren Sanatoriums Raupennest in Altenberg (Erzgebirge) übernahm er dessen Geschäftsführung.
Ferner war Albert Schatzmeister im Verband der Sächsischen Presse, Bezirksverein Dresden, Mitglied des Landesvorstandes der Sächsischen Presse sowie Geschäftsführer des Bundes Republikanischer Höherer Beamter für Sachsen.
Er war verheiratet mit Marie Martha geborene Kohl und starb im  Alter von 56 Jahren.

## Veröffentlichung
- Ein Blick in die Werkstatt eines Soldatenrats: Fruchtbare Arbeit eines Soldatenrats im besetzten Gebiet. Sein erfolgreiches Wirken für die Revolution, das Reich und den Sozialismus. Kaden & Comp., Dresden 1919.[2]